# Бодрый (сторожевой корабль)
«Бо́дрый» — советский и российский сторожевой корабль проекта 1135.

## История строительства
Корабль был зачислен в списки кораблей ВМФ СССР 15 января 1969 года и в тот же день заложен на стапеле калининградского судостроительного завода «Янтарь».
28 апреля 1971 года корабль был спущен на воду, 31 декабря того же года состоялось официальное вступление корабля в строй. 14 февраля 1972 года был включён в состав Балтийского флота.

## История службы
- С 14 июня по 29 июля 1972 года нёс боевую службу на Средиземном море во время арабо-израильской войны.
- С 27 июня по 1 июля 1975 года совершил визит в Гдыню
- С 7 по 10 августа 1981 года – в Хельсинки
- С 12 по 18 июня 1982 года – в Луанду,
- С 25 июня по 2 июля 1982 года – в Лагос
- С 5 по 8 октября 1984 года – в Росток.
- С 1990-1991 годы - боевая служба в Гвинее.
- 17 июля 1997 года выведен из состава ВМФ, 1 октября того же года был расформирован.